# Faserjahr
Das Faserjahr wird definiert als Produkt aus der Konzentration einer einjährigen arbeitstäglich achtstündigen Einwirkung von einer Million Asbestfasern kritischer Abmessungen (d. h. Asbestfasern mit einem Durchmesser kleiner 3 µm und einer Länge von mehr als 5 µm; WHO-Faser) pro Kubikmeter Luft am Arbeitsplatz bei 240 Arbeitstagen.
Der Begriff wird bei der Beurteilung von asbestbedingten Berufskrankheiten (BK Nr. 4104) verwendet. 25 Faserjahre sind z. B. in Deutschland ein Kriterium zur Anerkennung eines Bronchialkarzinoms als berufsbedingte Erkrankung. Seit 1992 werden Lungenkrebs und inzwischen auch Kehlkopfkrebs als asbestverursacht entschädigt, wenn der Nachweis einer Asbestfaserdosis von mindestens 25 Faserjahren erbracht wird.
Bei den BK-Feststellungsverfahren müssen die Unfallversicherungsträger dazu meist lange zurückliegende Asbestfaserstaubeinwirkungen prüfen. Für die retrospektive Ermittlung der Asbestbelastungen im Berufsleben liefert der BK-Report "Faserjahre" eine Datengrundlage. Faserjahrberechnungen sind damit eindeutig und einheitlich möglich. Da oft keine konkreten Expositionsdaten vorliegen und Arbeitssituationen nicht mehr nachgestellt werden können, hat das Expositionskataster eine besondere Bedeutung.